# Ogyris faciepicta
Ogyris faciepicta är en fjärilsart som beskrevs av Embrik Strand 1911. Ogyris faciepicta ingår i släktet Ogyris och familjen juvelvingar. Inga underarter finns listade i Catalogue of Life.